# Lonnie Thompson
Lonnie Thompson (Gassaway, 1 de julho de 1948) é um paleoclimatólogo estadunidense.